# Hildegard Mendrzyk
Hildegard Mendrzyk (* 27. Februar 1905 in Ortelsburg; † unbekannt) war eine deutsche Chemikerin und Professorin des staatlichen Materialprüfungsamtes Berlin-Dahlem und der Bundesanstalt für Materialprüfung (Vorgängerinstitute der heutigen Bundesanstalt für Materialforschung und -prüfung).

## Leben und Forschung
Mendrzyk studierte Chemie, Physik und Biologie, schloss ihre Dissertation mit dem Titel Cellulosecinnamate und ihr Abbau im Jahre 1930 an der Universität Berlin ab und wurde am 30. Juli 1930 zum Dr. phil. promoviert. Für die Untersuchungen über kristallisierte Cellulosecinnamate bekam sie gemeinsam mit Reginald Oliver Herzog ein Stipendium zugesprochen. Sie war von 1927 bis 1930 am Kaiser-Wilhelm-Institut für Faserstoffchemie der Kaiser-Wilhelm-Gesellschaft Wissenschaftliche Hilfskraft. Danach war sie vom 1. Januar 1931 bis 1935 als Chemikerin bei der Leipziger Wollkämmerei tätig. Mendrzyk beschäftigte sich im Rahmen ihrer Forschung an den Vorgängerinstituten (insbesondere am Staatlichen Materialprüfungsamt Berlin) der heutigen Bundesanstalt für Materialforschung und -prüfung mit Textilien und Kunststoffen. Sie veröffentlichte unter anderem Arbeiten zu Prüfungsmethoden im Zusammenhang mit der Alterung und Korrosion von Kunststoffen. Sie war dabei unter anderem in der Hauptabteilung Faserstoffe im staatlichen Materialprüfungsamt Berlin-Dahlem und der Abteilung Organische Stoffe in einem der Nachfolgeinstitute tätig. Ab 1958 war sie zunächst kommissarisch Abteilungsleiterin der Abteilung Organische Stoffe und ab 1962 war sie offiziell berufene Abteilungsleiterin (Leitende Direktorin) bis zu ihrem Ausscheiden 1970. Sie arbeitete unter anderem an Publikationen von H. Sommer und Friedrich Winkler und Rudolf Nitsche und Karl August Wolf sowie Paul-August Koch und Günther Satlow mit und wirkte zudem als Beiratsmitglied im Deutschen Verband für Materialprüfung und war auch für die Stiftung Warentest, die Deutsche Rheologische Gesellschaft und die Deutsche Rheologen-Vereinigung tätig. Als Obmann und Mitglied gehörte sie zahlreichen Ausschüssen des Deutschen Normenausschusses (DNA) an. Mendrzyk war evangelisch und ist ledig geblieben. Im Jahr 1965 erhielt sie die Ehrennadel des DNA vom Waldemar-Hellmich-Kreis.